# فرجينيا إي. جونسون
فرجينيا إي. جونسون (بالإنجليزية: Virginia E. Johnson)‏ هي عالمة جنس ‏ ومغنية وعالمة نفس أمريكية، ولدت في 11 فبراير 1925 في سبرينغفيلد في الولايات المتحدة، وتوفيت في 24 يوليو 2013 في سانت لويس في الولايات المتحدة بسبب مرض.

## وصلات خارجية
- فرجينيا إي. جونسون على موقع الموسوعة البريطانية (الإنجليزية)